# Plaza de las Cuatro Libertades
La Plaza de las Cuatro Libertades es una estructura ficticia que aparece en los cómics estadounidenses publicados por Marvel Comics. Se representa como ubicado en el Manhattan del Universo Marvel; sirvió como sede de reemplazo para Los 4 Fantásticos cuando su vivienda original, el Edificio Baxter, fue destruida por Kristoff Vernard, el hijo adoptivo del Doctor Doom. Está ubicado en la Calle 42 y la Avenida Madison en la Ciudad de Nueva York. El título del edificio proviene de un discurso de Franklin D. Roosevelt instando al Congreso de los Estados Unidos a ingresar a la Segunda Guerra Mundial. En él, Roosevelt describió las cuatro libertades que el mundo disfrutaría si se uniera para derrotar al Poder del Eje.

## Historial de publicaciones
La Plaza de las Cuatro Libertades apareció por primera vez en Fantastic Four # 296 (noviembre de 1986). Se desconoce quién lo diseñó; Dado que el edificio debutó poco después del final de la carrera de John Byrne en Fantastic Four, muchos fanáticos asumieron que él lo diseñó, pero Byrne ha declarado que su diseño para la nueva sede de los Cuatro Fantásticos era completamente diferente al de la Plaza de las Cuatro Libertades, siendo un simple reciclaje de su diseño para la torre LexCorp.
La Plaza de las Cuatro Libertades recibió una entrada en el Manual Oficial de la Actualización del Universo Marvel '89 # 3.

## Historia ficticia
En el momento de la destrucción del Edificio Baxter original, Reed Richards, brillante científico y líder de los Cuatro Fantásticos, ya había comenzado a darse cuenta de que su creciente cantidad de inventos y equipo estaba ocupando todo el espacio disponible del equipo. Después de que Kristoff Vernard envió el edificio al espacio y lo borró, Reed tuvo la oportunidad perfecta para repensar su enfoque del espacio vital. El resultado: Plaza de las Cuatro Libertades, un edificio de 1500 'y 100 pisos de compuestos avanzados, concreto y vidrio, diseñado según las especificaciones de Richards. La sección superior se construyó para mostrar el número 4 en cada lado. De los 100 pisos, los 50 superiores pertenecen al equipo, mientras que los 50 inferiores pertenecen a los antiguos inquilinos del Edificio Baxter. Reed, al darse cuenta del obvio inconveniente de que un supervillano destruya su casa, ofreció a los inquilinos un mayor espacio bajo sus antiguos términos, incluidos sus contratos de arrendamiento de 99 años.
Los pisos de 'cuatro secciones' fueron destruidos por un doble malvado de Reed Richards durante el evento Infinity War. Solo una combinación de poderes de la Mujer Invisible y una versión de Thor salvaron vidas y el resto del edificio.
Cuando la amenaza mutante Onslaught desató un ejército de Centinelas contra la ciudad de Nueva York, los Cuatro Fantásticos se unieron a otros de los superhéroes más poderosos de la Tierra para enfrentar la amenaza. Muchos de los héroes, incluidos los Cuatro, aparentemente se sacrificaron para salvar la ciudad (además de salvar al hijo de Reed y Susan Richards, Franklin, cuyo increíble poder Onslaught quería combinar con el suyo). Sin embargo, este no fue el caso, ya que Franklin usó sus poderes para crear un universo alternativo donde los Cuatro revivieron sus vidas sin saberlo.
Con Reed Richards presuntamente muerto, el gobierno de los Estados Unidos tomó medidas para tomar el control de la Plaza de las Cuatro Libertades y confiscar todo el equipo científico muy superior de Reed, de acuerdo con la interpretación egoísta del gobierno de los términos del testamento de Reed. Sin embargo, los aliados sobrevivientes de los Cuatro Fantásticos no querían que los militares se hicieran con el control del equipo. Por lo tanto, el padre de Reed, Nathaniel Richards (con la ayuda de Kristoff Vernard) secretamente lo arrojó todo a la Zona Negativa.
Posteriormente, los viejos enemigos de Los Vengadores, los Maestros del Mal (disfrazados de los Thunderbolts, un nuevo equipo de superhéroes) tomaron la residencia del edificio y finalmente lo destruyeron. Al regresar de la realidad alternativa con Franklin, los Cuatro Fantásticos se vieron obligados a mudarse a su almacén de Manhattan a lo largo del Río Hudson, apodado "Muelle 4". Con el tiempo, Reed Richards y un inventor llamado Noah Baxter construyeron un nuevo edificio Baxter en el espacio y lo trasladaron a la ubicación del antiguo edificio Baxter, que sigue siendo la sede actual de los Cuatro Fantásticos. Hoy en día, el nombre " Plaza de las Cuatro Libertades" se cita a veces como una dirección alternativa para el edificio Baxter.
El futuro alternativo de Marvel 2099 todavía tiene una Plaza de las Cuatro Libertades. Es utilizado por la corporación Stark-Fujikawa.

## Descripción
Las paredes exteriores y las ventanas del edificio están construidas con compuestos avanzados de fibra de carbono, que se dice que son casi comparables en resistencia al diamante. Numerosos tubos pequeños recorren las secciones del edificio ocupadas por los Cuatro Fantásticos, lo que permite que Mister Fantástico se extienda fácilmente a cualquier piso o área. Un hueco del ascensor se ha dejado deliberadamente vacío, para facilitar el rápido vuelo de la Antorcha Humana hacia y desde los pisos superiores. Hay un conjunto de "puntos de ruptura" sobre los pisos 50 y 70 con cargas explosivas incorporadas, diseñados para separar los pisos superiores de los pisos inferiores ocupados por civiles, en caso de que alguien intente poner el edificio en órbita.
(La siguiente descripción del edificio abarca la sección omitida de David Edward Martin del Compendio de Los Cuatro Fantásticos. Consulte la fuente a continuación)
Del edificio de 100 pisos:
- Los pisos 1 a 50 pertenecen a los antiguos inquilinos del edificio Baxter (por ejemplo, Quasar).
- Los pisos 51-70 son "pisos intermedios", donde los inquilinos no tienen contratos de arrendamiento de 99 años. Reed ha dejado este espacio disponible en caso de que el equipo se expanda o crezca y necesite más espacio.
  - Los pisos 71-100 sirven como sede del equipo. El diseño de los pisos es esencialmente el mismo que el del Edificio Baxter.
  - El piso 71 es un área de recepción donde el robot del equipo, Roberta, actúa como recepcionista y como guardián del resto del edificio.
  - El piso 72 actúa como una posada donde los huéspedes del equipo pueden alojarse. Dos suites mantenidas únicamente para visitantes acuáticos (como los atlantes) son accesibles desde las entradas de la piscina. Estas piscinas también se pueden utilizar como salas de conferencias acuáticas, y cada suite tiene un tipo de agua diferente: una de agua dulce y otra de agua salada. Un ascensor hermético conecta estas suites con el túnel de acceso al río en el subnivel 5.
  - Los pisos 73-75 son las viviendas del equipo. Además de los cuatro miembros del equipo, el piso también acomodó a Alicia Masters (que luego se reveló como la Skrull Lyja), Crystal, Ms. Marvel II, Wyatt Wingfoot y She-Hulk, entre otros. También había una cocina, despensa, spa, dos gimnasios (uno para niveles de fuerza normales, el otro para usuarios súper fuertes), una gran biblioteca y un salón de clases computarizado.
  - Los pisos 76 y 77 funcionan como el centro de comando del equipo. Aquí se encuentran salas de reuniones, estaciones de comunicaciones, enlaces a Starcore y otras organizaciones astronómicas, y una estación médica computarizada.
  - Los pisos 78-80 son para almacenamiento de suministros diversos. Estos pisos sirven como espacio de expansión futura y como amortiguador en caso de un desastre en el laboratorio de Reed. Alicia reclamó una sección del 78 como estudio por las veces que permaneció en el edificio.
  - Los pisos 81-99 actúan como laboratorio y almacenamiento de Reed para su equipo. Hay una estación de trabajo idéntica en cada piso, lo que permite a Reed trabajar en cualquier piso. La estación de trabajo consta de terminales de computadora, consola de comunicaciones y fabricantes mecánicos. Ninguna de estas estaciones de trabajo está ubicada sobre cualquier otra estación de trabajo y no hay tres de ellas en línea recta. Esto minimiza el riesgo de que se destruyan varias estaciones en una batalla. Las estaciones de trabajo estaban conectadas entre sí y a una consola similar en la casa de los Richards.
    - Los pisos 90 y 91 contienen el portal de la zona negativa. El Portal está en una sala fuertemente blindada con paredes de material fuertemente reforzado.
    - Los pisos 98 y 99 sirven como almacén y talleres mecánicos. Soportan el hangar en 100 y actúan como un amortiguador para absorber el daño de posibles desastres del hangar. Los tanques de combustible para los vehículos del FF están en 99.

  - El piso 100 es el hangar del FF. Llena el espacio bajo los cuatro inmensos cuatros que rematan el edificio.
- Los cimientos del edificio alcanzan los 150' en el lecho rocoso de Manhattan. Hay diez pisos allí. Los subniveles 1-2 son utilizados por el personal de mantenimiento del edificio. Los subniveles 3-4 contienen los muelles de carga y las instalaciones del almacén de inquilinos. Un ramal de ferrocarril permite que grandes cantidades de carga entren o salgan sin la necesidad de lidiar con el impenetrable tráfico de Manhattan. Los subniveles 5-15 están restringidos a los Cuatro Fantásticos. Estos pisos contienen dispositivos especiales e instalaciones de apoyo para los pisos 71-100. El subnivel 5 contiene el conducto lleno de agua que llega al Río Hudson; esto permite que los visitantes acuáticos lleguen directamente al complejo sin sufrir la indignidad de tener que nadar a través del sistema de alcantarillado de la ciudad de Nueva York.

## En otros medios
En la temporada 2 de Los 4 Fantásticos, el equipo reemplaza el edificio Baxter por la Plaza de las Cuatro Libertades después de que fue destruido.

### Otras fuentes
- Official Handbook of the Marvel Universe Update '89
- Marvel Super Heroes: The Fantastic Four Compendium

- Datos: Q5475179